# Panduleni Itula

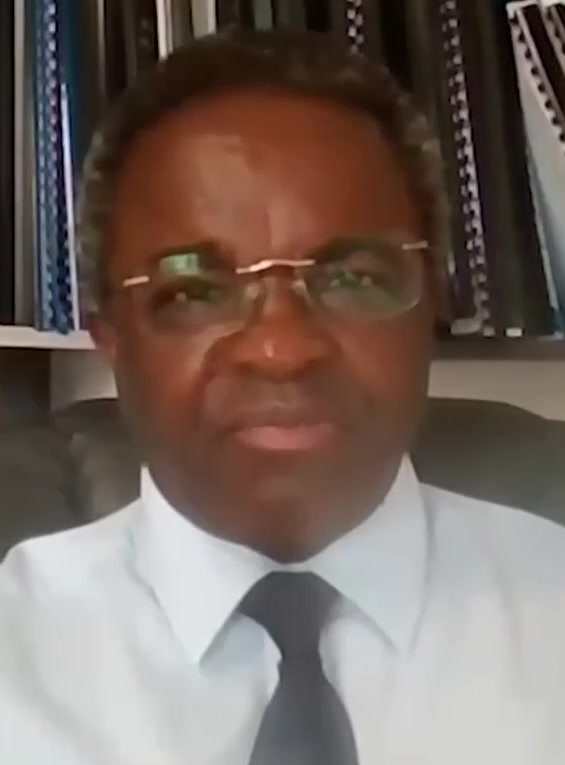
Panduleni Itula, 2024

Panduleni Filemon Bango Itula (* 2. August 1957 in der Old Location in Windhoek, Südwestafrika) ist ein namibischer Rechtsanwalt, Zahnarzt und Politiker. Er war bis zu seinem Parteiausschluss am 20. März 2020 Mitglied der seit 1990 regierenden SWAPO.
Im Juli 2020 kündigte er die Gründung der Partei Independent Patriots for Change an.

## Werdegang
Im April 1979 wurde er von der südafrikanischen Besatzung festgenommen und gefoltert. Itula ging am 1. April 1981 nach London ins Vereinigte Königreich. Hier lebte er mit dem anglikanischen Bischof Colin Winter. Als Mitglied der SWAPO-Jugendliga setzte er sich schon früh für die Unabhängigkeit Namibias ein.
Ithula studierte an der University of Bristol Zahnmedizin und machte 1994 seinen Abschluss am  Royal College of Surgeons of England. Vier Jahre später erhielt er zudem seinen Master in Zahnchirurgie der University of Sheffield. Später erhielt er zudem noch einen Master of Laws.
Er kehrte am 13. Oktober 2013 nach Namibia zurück und war anschließend lange Chefzahnarzt am Katutura-Staatskrankenhaus in der Hauptstadt Windhoek.

## Präsidentschaftskandidat
Durch seine Teilnahme an der Präsidentschaftswahl 2019 war er der erste unabhängige Präsidentschaftskandidat in der Geschichte Namibias. Die Statuten der SWAPO verboten die Teilnahme als Präsidentschaftskandidat. Ein Ausschluss fand dennoch bis Anfang November 2019 nicht statt.
Mit 29,4 Prozent der Stimmen erhielt er den höchsten Zuspruch, den jemals ein Zweitplatzierter bei einer namibischen Präsidentschaftswahl erreichen konnte.
Auch bei der Präsidentschaftswahl 2024 kandidierte Itula, diesmal als Kandidat der von ihm gegründeten und geführten Independent Patriots for Change (IPC). Er kam mit 25,5 Prozent der Stimmen auf den zweiten Platz.